# Kahlil Gibran
Khalil Gibran (tên đầy đủ tiếng Ả Rập Khalil Gibran Gibran, đôi khi viết là Kahlil; tiếng Ả Rập: جبران خليل جبران / ALA-LC: Jubrān Khalil Jubrān hoặc Jibrān Khalil Jibrān) (ngày 6 tháng 1 năm 1883 - 10 tháng 4 năm 1931) là một nghệ sĩ, nhà thơ và nhà văn Liban.
Sinh ra tại thị trấn Bsharri ở phía bắc Liban ngày nay (lúc đó là một phần của Mount Lebanon Mutasarrifate, Đế quốc Ottoman), khi còn trẻ ông di cư cùng gia đình đến Hoa Kỳ, tại đó ông nghiên cứu nghệ thuật và bắt đầu sự nghiệp văn chương của mình, viết bằng cả tiếng Anh và tiếng Ả Rập. Trong thế giới Ả Rập, Gibran được coi là một kẻ nổi loạn trong văn học và chính trị. Phong cách lãng mạn của ông là tâm điểm của sự phục hưng trong văn học tiếng Ả Rập hiện đại, đặc biệt là thơ văn xuôi, tách ra từ trường phái cổ điển. Tại Lebanon, ông được coi như một thiên tài văn học.
Ông chủ yếu được biết đến trong thế giới nói tiếng Anh vì cuốn sách The Prophet (tiên tri) năm 1923 của ông, một ví dụ đầu tiên của tiểu thuyết truyền cảm hứng bao gồm một loạt các bài tiểu luận triết học được viết bằng thơ văn xuôi tiếng Anh. Cuốn sách bán rất chạy mặc dù bị chỉ trích lúc đầu. Nó được phổ biến trong những năm 1930 và một lần nữa trong những năm 1960 với nền văn học chống văn minh xã hội. Gibran là nhà thơ có sách bán chạy nhất thứ ba của mọi thời đại, sau Shakespeare và Lão Tử.